# Tibellus armatus
Tibellus armatus is een spinnensoort in de taxonomische indeling van de renspinnen (Philodromidae).
Het dier behoort tot het geslacht Tibellus. De wetenschappelijke naam van de soort werd voor het eerst geldig gepubliceerd in 1928 door Roger de Lessert.